# ひぐらしのなく頃に 命
『ひぐらしのなく頃に 命』は、ディ・テクノより配信されていたスマートフォン向けゲームアプリ。2020年9月3日サービス開始。基本プレイ無料（アイテム課金制）。略称は『ひぐらし命』。
タイトルは『ひぐらしのなく頃に 命』と、「な」を赤文字で表記する。キャッチコピーは『誰が、この世界を壊したのか――』。原作・原案は竜騎士07、メインシナリオは叶希一が担当。

## 概要
新キャラクターを主人公とした、竜騎士07の原案協力による完全新規ストーリーが展開されている。
サービス開始当初は、企画・運営はディ・テクノが、開発はスマイルアクスが担当していた。しかし、2021年7月以降、公式サイトとゲーム内からスマイルアクスの名前は消滅している。
2022年3月1日に、リリース1.5周年を記念して原作「ひぐらしのなく頃に」の楽曲（dai作曲）の一部がゲーム内にて使用されることが決定した。
2022年12月16日、マイネットゲームスへ運営を移管。
2025年2月27日をもってサービスを終了した。

## ストーリー
平成5年6月。雛見沢大災害によって家族を失った公由一穂は、死んだはずの祖父のポケベルから連絡を受け、その謎を解明するために荒れ果てた雛見沢村を訪れる。そこで謎のバケモノに襲われた彼女は、自らを神と名乗る田村媛命という人物に助けられ、古手神社の祭具殿へと導かれる。一穂が祭具殿の戸をくぐると、その向こう側には、大災害が起きていない昭和58年6月の雛見沢村が広がっていた。

## ゲームシステム

### クエスト
メインクエスト

収集クエスト

イベントクエスト

宝探し

対抗戦
他プレイヤーが編成したパーティと戦い、設定されたシーズン毎にランクを競うPVPモード。一日五回まで挑戦でき、一回挑戦する度にクールタイムが発生する。鬼石を使うことで、クールタイムを短縮したり、挑戦回数を回復したりできる。
プレイヤーは「攻撃編成」「防衛編成」の二種類を編成する。攻撃編成で他プレイヤーのパーティに挑み、防衛編成で他プレイヤーの挑戦を受ける。他プレイヤーの防衛編成に勝つとランクが上がり、自身の防衛編成が敗北するとランクが下がる。
このゲームモードには、複数種類の報酬が存在する。
- 勝利報酬

バトルに勝利すると獲得できる報酬。一度勝利するごとに「対抗戦メダル」10枚と「戦術書」2個を獲得できる。
- デイリー報酬

その日のランクに応じて、毎日22:00に獲得できる報酬。
- 最高ランク報酬

最高ランクが更新された際に獲得できる報酬。最高ランク報酬は各シーズンごとに一度しか受け取れない。
- 防衛報酬

防衛編成したパーティが勝利した際に獲得できる報酬。
- ランキング報酬

シーズン終了時のランクに応じて獲得できる報酬。
- ルールランク報酬

ルール期間終了時のランクに応じて獲得できる報酬。
秘境探検

### 雛見沢最強爆闘
| 難易度 | スコア倍率 | 推奨戦力 |
| ------ | ---------- | -------- |
| 通常   | 1.2倍      | 8,000    |
| 難関   | 1.5倍      | 12,000   |
| 超難関 | 3.0倍      | 30,000   |

指定されたキャラクターを使用して、ベストスコアを競う常設イベントモード。スコアやランキングに応じてガチャチケットや強化アイテム、鬼石などを獲得できる。ランキングやベストスコア、指定キャラクターなどは一週間毎に更新される。スコアは最大ダメージ数と難易度ごとのスコア倍率により決定される。難易度は「通常」「難関」「超難関」の三種類。難易度ごとのスコア倍率や推奨戦力は表の通り。

## あらすじ

### 第一部
第壱章　キカイ

第弐章　ソウグウ

第参章　コンワク

第肆章　ユガミ

第伍章　ソウイ

第陸章　ハカイ

第漆章　マツリ

第捌章　カイキ

### 第二部

#### 平成編
第壱章　コトナリ

第弐章　テンセン

第参章　マッショウ

#### 昭和編
第壱章　トラワレ

第弐章　ケツイ

第参章　ロテイ

第肆章　オモワク

第伍章　ナゲキ

### 第三部

#### 平成編
第壱章　サイキ

第弐章　ヘンイ

第参章　イコン

第肆章　フウイン

第伍章　テイコウ

第陸章　ウネリ

#### 昭和編
第壱章　ソウシツ

第弐章　タイショ

第参章　カイテン

第肆章　ゲッコウ

第伍章　チマツリ

第陸章　スイホウ

### 第四部
第壱章　テヅマリ

第弐章　サイセイ

第参章　ミタビ

第肆章　ユライ

第伍章　ゲンキョウ

第陸章　イバショ

第漆章　ケッセン

第捌章　イノチ

## 用語
ツクヤミ
雛見沢に現れるバケモノの総称。田村媛命が命名した。
ロールカード

## 登場人物

### 主要人物
公由一穂（きみよし かずほ）
声 - 相良茉優
誕生日 - 1月8日
本作の主人公。聖ルチーア学園の生徒。死んだはずの村長からポケベルへ着信があったことで、真相を確かめるために雛見沢へやってきた。和食、特にごはんが好物。
赤坂美雪（あかさか みゆき）
声 - 沢城みゆき
誕生日 - 7月16日
警察官である赤坂衛の娘。父の死の真相を追って雛見沢へやってきた。
鳳谷菜央（ほうたに なお）
声 - 高橋李依
誕生日 - 10月7日
竜宮レナの父親違いの妹。
黒沢千雨（くろさわ ちさめ）
声 - M・A・O
誕生日 - 2月24日
赤坂美雪の同級生。第二部にて登場。
古手絢花（ふるで あやか）
川田碧（かわた みどり）
喜多嶋伸介（きたじま しんすけ）
公由夏美（きみよし なつみ）
声 - 水橋かおり
誕生日 - 7月23日
田村媛命（たむらひめのみこと）
声 - 南條愛乃
降臨日 - 10月10日

### その他の人物
前原圭一（まえばら けいいち）
声 - 保志総一朗
竜宮レナ（りゅうぐう れな）
声 - 中原麻衣
園崎魅音（そのざき みおん）
声 - ゆきのさつき
園崎詩音（そのざき しおん）
声 - ゆきのさつき
古手梨花（ふるで りか）
声 - 田村ゆかり
北条沙都子（ほうじょう さとこ）
声 - かないみか
富竹ジロウ（とみたけ じろう）
声 - 大川透
鷹野三四（たかの みよ）
声 - 伊藤美紀
入江京介（いりえ きょうすけ）
声 - 関俊彦
大石蔵人（おおいし くらうど）
声 - 茶風林
赤坂衛（あかさか まもる）
声 - 小野大輔
羽入（はにゅう）
声 - 堀江由衣
降臨日 - 8月1日

## 主題歌
「フラストレーション」
歌 - 彩音 / 作詞・作曲 - 志倉千代丸

## イベント
※太文字は周年記念イベントを表す。
| 年     | イベント名                 | 開催期間 | 開催期間 | ピックアップキャラクター                                                                  | ピックアップキャラクター                                        |
| 年     | イベント名                 | 開始日   | 終了日   | SSR                                                                                       | SR                                                              |
| ------ | -------------------------- | -------- | -------- | ----------------------------------------------------------------------------------------- | --------------------------------------------------------------- |
| 2020年 | 川を駆ける少女             | 9月10日  | 9月21日  | 【フィッシングマスター】公由一穂 【水棲ハンター】竜宮レナ                                 | 【カラフルパラソル】赤坂美雪                                    |
| 2020年 | プールサイド・ゲーム       | 9月24日  | 10月2日  | 【プール満喫】北条沙都子 【プール掃除】古手梨花                                           | 【ウォーターウォーズ】園崎魅音                                  |
| 2020年 | 体育祭ウォーズ             | 10月6日  | 10月13日 | 【狙いは一等】前原圭一 【よーいドン】園崎魅音                                             | 【チアリーダー】竜宮レナ                                        |
| 2020年 | ハロウィンがやってきた！   | 10月27日 | 11月5日  | 【だーくヴァンパイア】古手羽入                                                            | 【キョンシーアサシン】公由一穂 【パンプキンウィッチ】北条沙都子 |
| 2020年 | パスタクイーンへの道       | 11月5日  | 11月14日 | 【チャイナメイド】鳳谷菜央 【パティシエクイーン】園崎詩音                                 | 【真心の料理人】古手梨花                                        |
| 2020年 | 山の幸を10倍楽しく食す方法 | 11月18日 | 11月27日 | 【岩を征す】赤坂美雪                                                                      | 【ハッピーキャンパー】園崎詩音                                  |
| 2020年 | ラブ IN 入浴               | 12月4日  | 12月14日 | 【湯煙の女】鷹野三四 【温泉ファイター】園崎魅音                                           | 【バブルマスター】古手羽入                                      |
| 2020年 | 騒がしいやつらロンリーユー | 12月21日 | 12月30日 | 【赤鼻トナカイ】公由一穂 【キューティーサンタ】竜宮レナ                                   | 【ツリードレッサー】園崎魅音                                    |
| 2021年 | 新年前の大逆転             | 1月1日   | 1月10日  | 【迎春巫女’２１】古手梨花 【羽根つきクイーン’２１】古手羽入 【晴天のハレ着’２１】竜宮レナ | 【鏡餅メイカー’２１】富竹ジロウ                                 |
| 2021年 | スノーボール特攻隊         | 1月15日  | 1月24日  | 【雪原スナイパー】北条沙都子 【全力投球】赤坂衛                                           | 【ビッグフット】園崎詩音                                        |
| 2021年 | 豆トラップ・雪原の罠       | 2月1日   | 2月10日  | 【笑う赤鬼】大石蔵人 【泣き鬼娘】公由一穂                                                 | 【豆を持った鬼】前原圭一                                        |
| 2021年 | チョコレート・ララバイ     | 2月12日  | 2月21日  | 【わくわくチョコメイド】竜宮レナ 【どきどきチョコメイド】北条沙都子                       | 【ふわふわチョコメイド】鳳谷菜央                                |
| 2021年 | ひな祭りグラフィティ       | 3月1日   | 3月10日  | 【しっかりお内裏様】鳳谷菜央 【恥じらいお雛様】園崎魅音                                   | 【謡う五人囃子】公由一穂                                        |
| 2021年 | ランランお花見大作戦       | 3月13日  | 3月22日  | 【フェスベンダー】園崎詩音 【金魚スクーパー】赤坂美雪                                     | 【ファイアバード】赤坂衛                                        |
| 2021年 | 超時空学園Z                | 4月1日   | 4月10日  | 【銀河パトロール】古手梨花 【ボーグデッカー】前原圭一                                     | 【コスモスクワッド】古手羽入                                    |
| 2021年 | 見習いナースたちの選択     | 5月1日   | 5月10日  | 【熱血ドクター】赤坂美雪 【水無月の花嫁】藤堂夏美                                         | 【ゴッドハンド】入江京介                                        |
| 2021年 | Wのから騒ぎ                | 6月5日   | 6月12日  | 【つなぐ絆】赤坂美雪 【一日ナース】竜宮レナ                                               | 【忘れえぬ日】赤坂衛                                            |
| 2021年 | ふぞろいのバニーたち       | 7月11日  | 7月20日  | 【どたばたバニー】園崎魅音 【ふわふわバニー】園崎詩音                                     | N/A                                                             |
| 2021年 | 花火越え                   | 7月22日  | 7月31日  | 【浴衣にうちわ】竜宮レナ 【浴衣にかんざし】古手羽入                                       | N/A                                                             |
| 2021年 | 海ゆかば……大海戦？         | 8月1日   | 8月10日  | 【サマースプラッシュ】園崎詩音 【サマースプラッシュ】公由夏美                             | N/A                                                             |
| 2021年 | 恋を呼ぶ……Ｋ？！           | 9月1日   | 9月19日  | 【いつかの花婿】前原圭一 【いつかの花嫁】竜宮レナ 【いつかの花嫁】園崎魅音                | N/A                                                             |
| 2021年 | 戦場のウェディングベル     | 9月10日  | 9月19日  | 【いつかの花嫁】北条沙都子 【いつかの花嫁】古手梨花 【いつかの花嫁】古手羽入              | N/A                                                             |
| 2021年 | ご存知？ お疲れさま会      | 9月19日  | 9月30日  | N/A                                                                                       | N/A                                                             |
| 2021年 | かげろう魔女 -来訪-        | 10月1日  | 10月10日 | 【恩讐の果てに】北条沙都子 【恩讐の果てに】古手梨花                                       | N/A                                                             |
| 2021年 | 胸さわぐドールたち         | 10月30日 | 11月8日  | 【黒乙女の秘密】竜宮レナ 【黒乙女の休息】古手羽入                                         | N/A                                                             |
| 2021年 | 銀座夢しぐれ               | 12月1日  | 12月10日 | 【冬の魔術】園崎魅音 【冬のまほろば】園崎詩音                                             | N/A                                                             |
| 2021年 | 銀座夢しぐれ               | 12月15日 | 12月24日 | 【ルチーアの聖夜】北条沙都子 【ルチーアの聖夜】古手梨花                                   | N/A                                                             |

## コラボレーション

### 他作品とのコラボレーション
ひぐらしのなく頃に 煌
「まぼろし？オヤシロ大戦」
開催日 - 2021年3月26日
サンリオ
「友達できたらイイ…カナ？」
開催日 - 2021年4月20日
戦姫絶唱シンフォギアXD UNLIMITED
「戦姫行進曲」
開催日 - 2021年5月21日 / 復刻 - 2022年12月12日
シュタインズ・ゲート
「フロム・ザ・フューチャー」
開催日 - 2021年6月25日 / 復刻 - 2022年6月7日
CLANNAD
- 第一弾　「夏に旅する乙女たち」

開催日 - 2021年8月13日 / 復刻 - 2022年4月29日
- 第二弾　「光坂に陽が昇る」

開催日 - 2022年5月13日
うみねこのなく頃に
- 第一弾　「魔女の血塗られた生誕祭」

開催日 - 2021年11月19日
復刻日 - 2022年7月5日
シナリオ - 竜騎士07
- 第二弾　「昭和58年・右代宮縁寿の困惑」

開催日 - 2021年12月21日
復刻日 - 2022年9月14日 / 2023年8月6日（ガチャのみ）
- 第三弾　コラボガチャ

開催日 - 2022年12月1日
ピックアップキャラ - ベルンカステル / ラムダデルタ
キャラシナリオ - 竜騎士07
Kanon
「夜光の校舎」
開催日 - 2022年2月10日
閃乱カグラ
「濡れて候」
開催日 - 2022年8月12日
真・一騎当千
「乙女的衝撃！」
開催日 - 2022年11月1日
School Days
「何年目の浮気」
開催日 - 2023年2月13日
涼宮ハルヒの憂鬱
「低気圧ガールズ」
開催日 - 2023年4月1日

### 漫画家やイラストレーターとのコラボレーション
- 赤瀬とまと
- 鬼頭えん
- FFC